# Brachythele bentzieni
Espèce
Brachythele bentzieni est une espèce d'araignées mygalomorphes de la famille des Nemesiidae.

## Distribution
Cette espèce est endémique de Thessalie en Grèce,. Elle se rencontre vers Vólos.

## Description
Le mâle holotype mesure 9,00 mm.

## Étymologie
Cette espèce est nommée en l'honneur de Michael Bentzien.

## Publication originale
- Zonstein, 2007 : A new species of the mygalomorph spider genus Brachythele Ausserer, 1871 (Aranei: Nemesiidae) from Greece. Arthropoda Selecta, vol. 16, no 1, p. 15-17 (texte intégral).